# Ikarus 415
Az Ikarus 415 a Ikarus autóbuszgyár elővárosi-városi normálpadlós szóló busza. Három sorozatban gyártották.

## Műszaki adatai
1. sorozat
| Hosszúság:          | 11 440 mm |
| Szélesség:          | 2500 mm |
| Magasság:           | 3000 mm |
| Tengelytáv:         | 5570 mm |
| Mellső kinyúlás:    | 2690 mm |
| Hátsó kinyúlás:     | 3180 mm |
| Maximum terhelés:   | 6250 kg |
| Max. össztömeg:     | 16 200 kg |
| Utasok száma:       | 88 – 100 fő |
| Motor:              | Rába D11 UT; Rába D12 U6, 239 LE/176 kW; DAF LT 160 219 LE/160 kW/2000/min, 974 Nm/1300/min; DAF GS 200, 200 kW; Rába D10 UTLL 160, 219 LE/160 kW; LIAZ MI 673 C 245 LE/180 kW, Cummins LT 10H 256 LE/188 kW |
| Sebességváltó:      | Prága 4 AB 110, Voith D851/2, Allison MTB600 |
| Maximális sebesség: | 77 km/h |

2. sorozat
| Hosszúság:          | 11 500 mm |
| Szélesség:          | 2500 mm |
| Magasság:           | 3000 mm |
| Tengelytáv:         | 5570 mm |
| Mellső túlnyúlás:   | 2690 mm |
| Hátsó túlnyúlás:    | 3240 mm |
| Mellső dőlésszög:   | 7,5° |
| Hátsó dőlésszög:    | 7° |
| Tiszta magasság:    | 330 mm |
| Belépő magasság:    | 360 mm |
| Padlómagasság:      | 770 mm |
| Belső magasság:     | 1995 mm |
| Maximum terhelés:   | 6250 kg |
| Max. össztömeg:     | 16 200 kg |
| Utasok száma:       | 40 ülő + 61 álló |

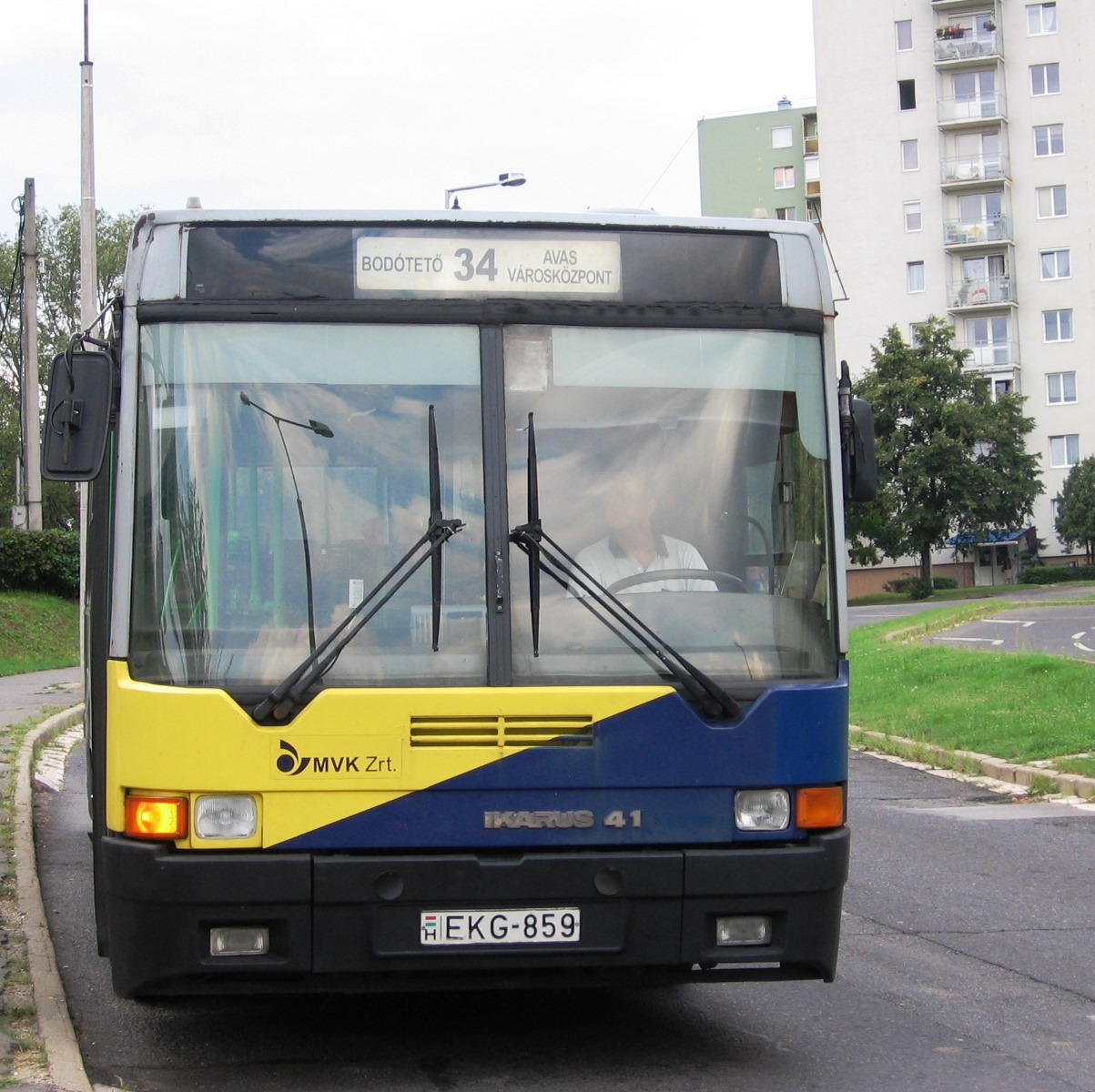
A második széria Miskolcra szállított első busza, már átfestés után

| Motor:              | Rába D10 UTSLL 160 dízelmotor, 218 LE/160 kW, DAF GS 160 218 LE/160 kW, MAN D0826 LUH 220 LE/162 kW (opció: Rába D10 UTSLL 190, 258 LE/190 kW, DAF GS 200 272 LE/200 kW, IVECO F2B 245-290 LE/180-213 kW, MAN D0826 LUH 260 LE/191 kW, MAN D2866, Mercedes OM-447, Cummins dízel- vagy Rába G10 DE-190 gázüzemű motor, 258 LE/190 kW) |
| Sebességváltó:      | Voith 851.3/863.3 automata, ZF 6S-1600 mechanikus, vagy ZF 4/5 HP 500/600 automata, Allison |
| Maximális sebesség: | 70-100 km/h |

3. sorozat
| Hosszúság:                               | 11 600 mm                                     |
| Szélesség:                               | 2500 mm                                       |
| Magasság:                                | 2915 mm                                       |
| Tengelytáv:                              | 5570 mm                                       |
| Mellső kinyúlás:                         | 2690 mm                                       |
| Hátsó kinyúlás:                          | 3340 mm                                       |
| Saját tömeg:                             | 10 450 kg                                     |
| Hasznos terhelés:                        | 6800 kg                                       |
| Össz. gördülő tömeg:                     | 17 500 kg                                     |
| Mellső tengelyterhelés:                  | 6500 kg                                       |
| Hátsó tengelyterhelés:                   | 11 000 kg                                     |
| Szállítható személyek száma:             | 101 fő (23 ülő+78 álló)                       |

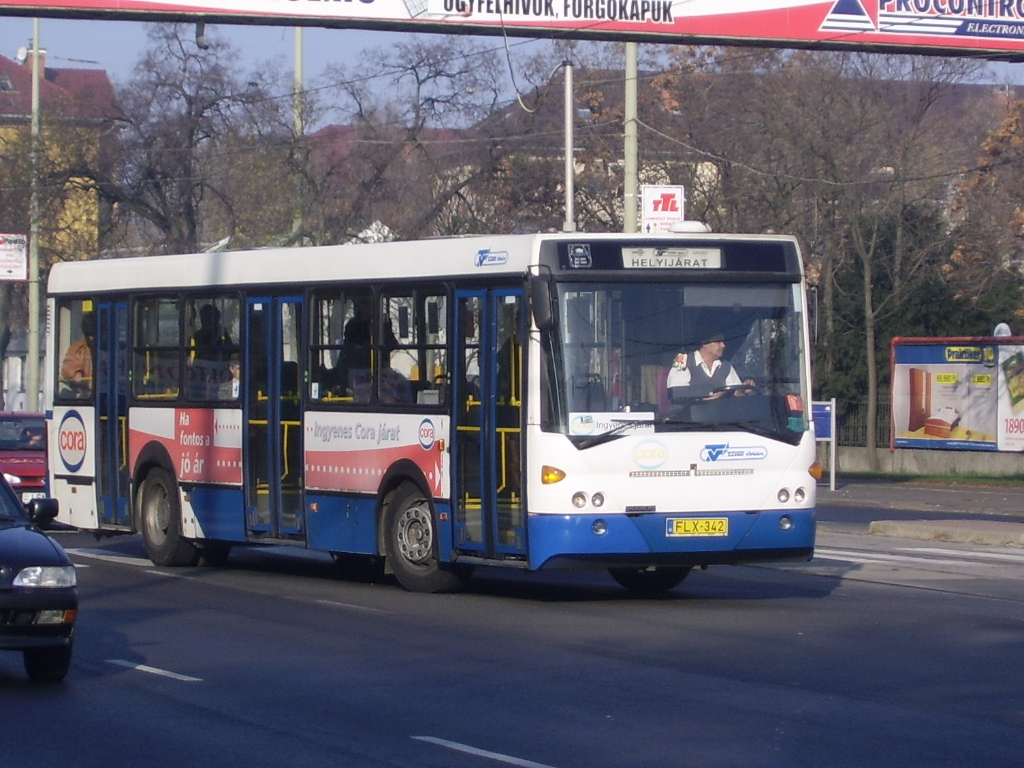
3. sorozat elölről

| Álló utasok részére biztosított terület: | 0,125 fő/m²                                   |
| Jármű max. sebessége:                    | 82 km/h                                       |
| Motor:                                   | Rába D10 UTSLL 160 Euro2 a padló alatt, hátul |

Ajtók

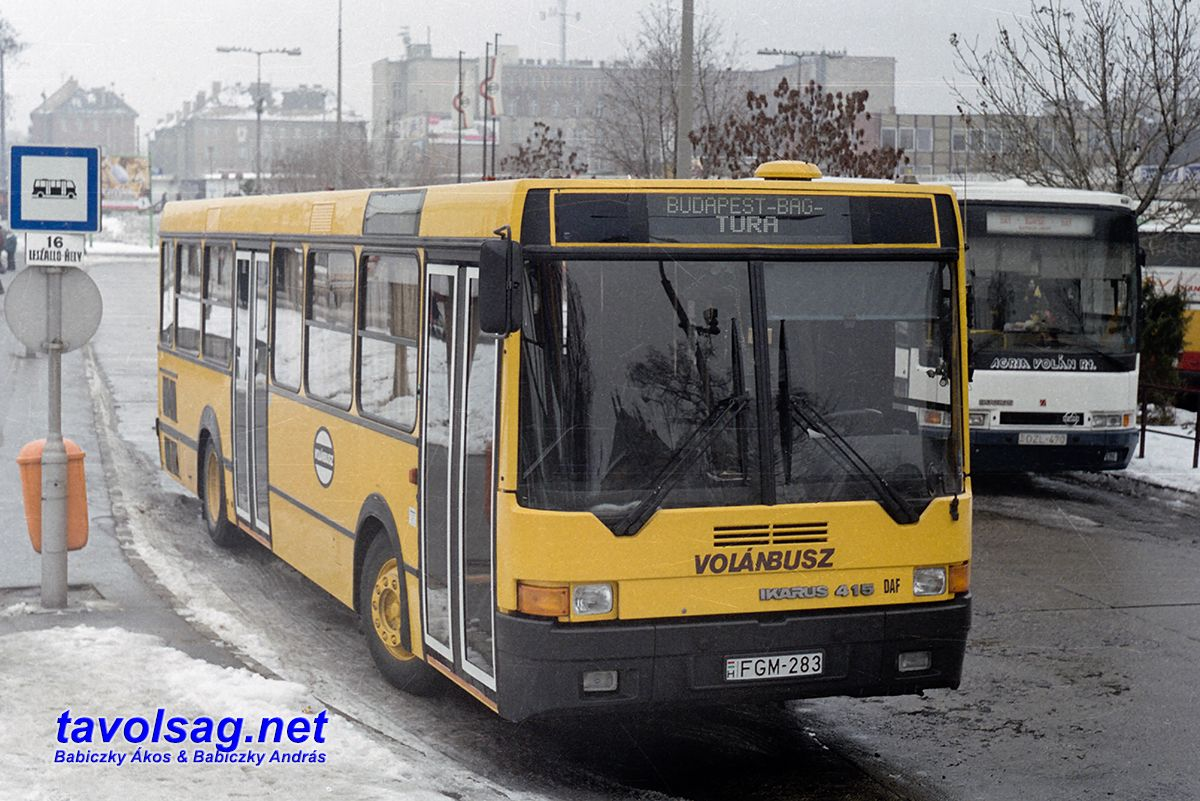
Elővárosi kivitel a Volánbusz tulajdonában

Elülső két ajtója megfelelő méretű bolygóajtó az utasáramlat átengedéséhez, a hátsó ajtó azonban csak 660 mm-es félajtó, szélesebb beépítésére nem nyílt lehetőség.
Utastájékoztatás

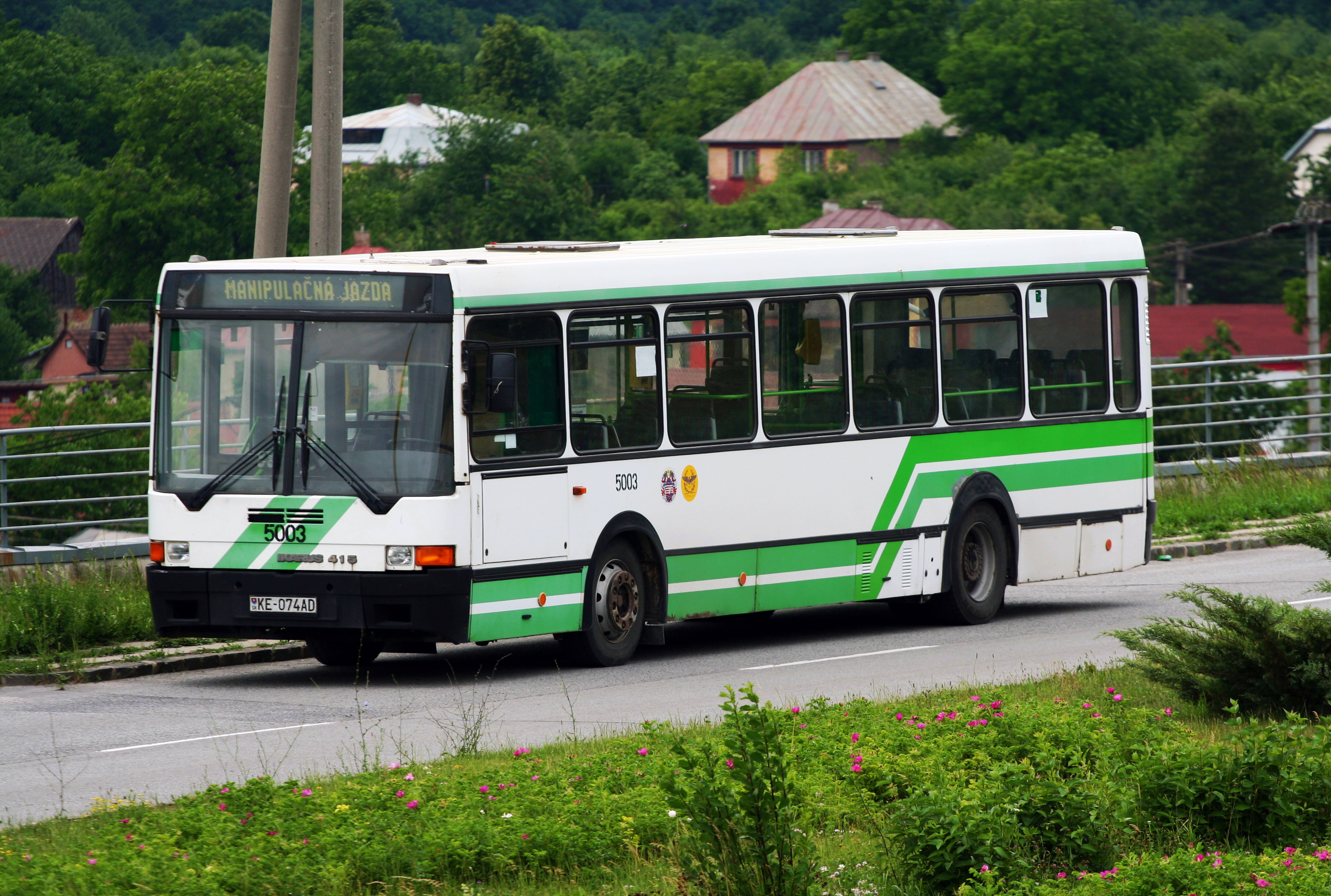
415-ös Kassán

Egyes felújított buszokra FOK-Gyem utastájékoztató rendszert szereltek, amely a jármű homlokfalán és oldalán a járatszámot és az úticélt, az utastérben a pontos időt, a járatszámot, a következő megállót és a megfelelő átszállási lehetőségeket, a busz hátán elhelyezett kis méretű kijelző pedig a járatszámot írja ki (utóbbi csak a helyi buszoknál létezik).

## Történetük
A 200-as család sikerén felbuzdulva az Ikarus autóbuszgyártó cég 1970-ben fejleszteni kezdte az új sorozatú városi és elővárosi autóbuszokat 400-as típusjelzésekkel. Több év kísérletezés után hat prototípust teszteltek párhuzamosan. Ennek első példányát 1979-ben mutatták be. Végül 1982-ben, a BNV-n a nagyközönség is megismerhette a 410-es számot viselő új modellt. Egy prototípus jármű Pécsre került, ám egy, a járművet ért tűzeset következtében selejtezték. A többi prototípus, ill. próbajármű szétszóródva található meg Magyarországon (pl. Nógrád Volán). Egy nagyobb megrendelésre a BKV két részletben szerzett be első szériás 415-ös buszokat 1987-ben és 1988-ban, harminc példányos tételben, Prága váltós kivitelben. Az első kocsik még D12-es motorral érkeztek, de hengerfej-problémák miatt a kocsik nagy részét már az osztrák LIST intézettel együtt kifejlesztett Rába D11-es motorral szerelték. A kocsik a második sorozat érkezésekor nagyobb átalakításon estek át, amikor az eredeti motorokat egységesen DAF-ra cserélték, a Prága váltók helyett vegyesen ZF és Voith váltókat szereltek be, a 200-as Ikarusokból ismert hátsó hidat pedig ZF gyártmányúra cserélték. A kocsik kívül-belül FOK-Gyem kijelzőt kaptak, a régi ülések helyett a 400-as sorozat üléseit kapták, valamint átfényezték őket az akkoriban beszerzett új sorozat színeire. Gyakorlatilag azt is mondhatjuk, hogy a később beszerzett sorozat mintájára egységesítették a járműveket, azonban a jellegzetes homlokfal, valamint a széles hátsó ajtók segítségével még mindig megkülönböztethetőek a későbbi sorozattól. Érdekes, hogy az átalakításnak megfelelően a gyári táblán is átütötték a típusszámot 415.14/15-re (a váltótól függően), azonban az alvázszámban maradt az eredeti típusmegjelölés.
A buszok utastájékoztató rendszere a prototípusokéhoz volt hasonló: nagy méretű számokat és hatalmas viszonylatjelző táblákat lehetett külön betenni a busz szélvédője és oldalablakai felé, a hátsó ablak felett viszont csak számtábla volt. Az első évek után  a táblákat elhagyták, a buszok eleinte még a megfelelő helyen viselték a számokat, később azonban már csak a 200-asokon használt hagyományos táblákat raktak a szélvédő alá. A járműveket egy kivételével (CKC-947, oktatójármű) több motorcserével is felújították, valamint FOK-GYEM utastájékoztató berendezést kaptak.
A 415 pályafutásának második része 1992-ben kezdődött, amikor a BKV megrendelést adott az Ikarusnak szóló buszok legyártására. '92-ben 30, '93-ban 100, '94-ben 15 db 415.14-es és 415.15-ös altípusból érkeztek Budapestre. Az első sorozathoz képest osztott szélvédőt, megújult orr-részt, keskenyebb hátsó ajtót és hagyományos táblás viszonylatjelző rendszert kapott. 1999-ben és 2000-ben 50 db buszt felújítottak, melyek FOK-GYEM utastájékoztató rendszert, a kapaszkodókon zöld festést, plüssüléseket és elektronikus jegykezelő készülékeket kaptak. Budapesttől 2021. január 29-én búcsúztak el a menetrend szerinti forgalomtól. 2021. február 15-étől azonban ismét közlekednek, mivel a helyükre érkezett Volvo 7000 típusú autóbuszok váratlanul visszakerültek eredeti helyükre, a kelenföldi garázsba. 2022. június 10 és 15 között búcsúprogram keretében búcsúzott el a főváros útjaitól a típus.

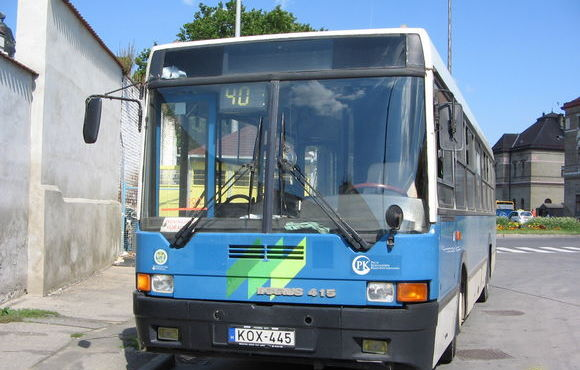
IK-415 Pécsett

Vidéken Pécsre (2 prototípus, 10 db 1993-ban és 10 db 1995-ben), Miskolcra ('94-ben egy, '98-'99-ben további 8 db) és a Volánokhoz érkeztek 415-ösök, városi és elővárosi kivitelben. Külföldön Lengyelországban, Németországban, Finnországban és Szlovákiában (Pozsonyban 44 db, Kassán 6 db) járnak ilyen autóbuszok.
A harmadik sorozatú 415-ösök, az Ikarus 412 alacsony padlós busz megjelenésével háttérbe szorultak, ezért meglehetősen keveset gyártottak belőlük. A Volánbusz Zrt. tulajdonába került egy orosz exportból visszamaradt 415.32-es altípusú jármű (GOF-200), Moszkvában 415.33 altípusú járművek járnak, Miskolcon 415.35 altípusúak, valamint a Jászkun Volán is rendelkezik egy szintén orosz exportból visszamaradt 415.33 altípusú busszal (FLK-648). A frankfurti buszkiállításon 1999-ben az Ikarus új homlokfalú 400-asokat mutatott be. Ennek 415-ös bemutató példánya Szegeden közlekedett 2015 végéig, a Auchan-busz színeiben. A járművet selejtezték.

## Ikarus 415T

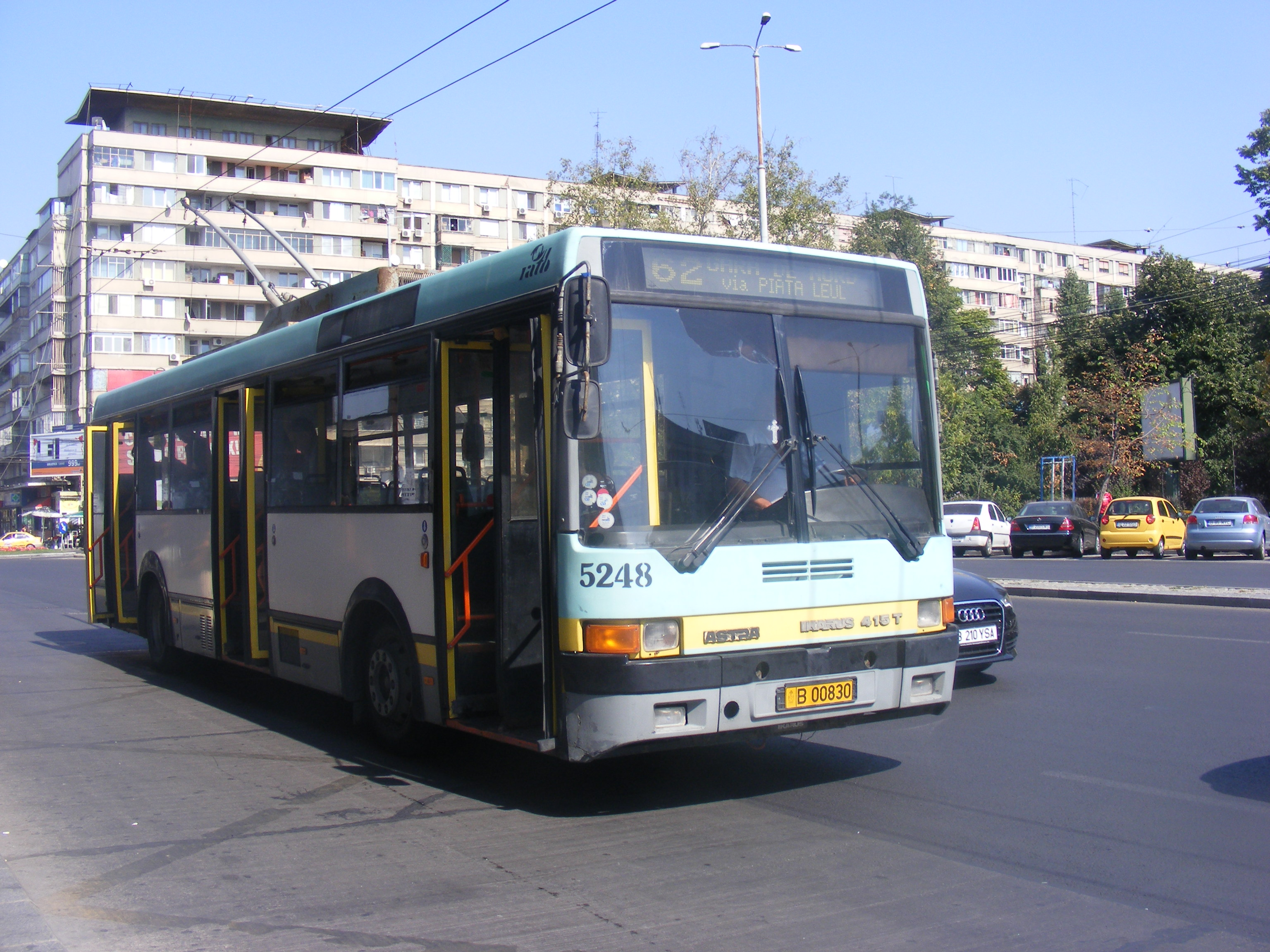
415T, a troliváltozat, jelenleg Bukarestben teljesít szolgálatot

A trolibusz változat prototípusa 1992-ben készült el, a sorozatgyártás 1997–2002 között folyt. Az egyetlen vásárló Románia volt; 200 darab Bukarestbe, 3 Galațira került.

## Külső hivatkozások
- Az Ikarus 400-as család születése 1. rész
- Az Ikarus 400-as család születése 2. rész